# 懷恩堡 (加利福尼亞州)
懷恩堡（英語：Vineburg）是位於美國加利福尼亞州索諾馬縣的一個非建制地區。該地的面積和人口皆未知。

## 地理
懷恩堡的座標為38°16′21″N 122°26′19″W / 38.27250°N 122.43861°W，而該地的平均海拔高度為16米（即52英尺）。